# Монин, Евгений Григорьевич
Евгений Григорьевич Монин (20 июля 1931 года, Харьков, РСФСР, СССР — 25 сентября 2002 года, Москва, Россия) — советский и российский художник-график, член-корреспондент Российской академии художеств (2001). Народный художник Российской Федерации (1998).

## Биография
Родился 20 июля 1931 года в Харькове УССР, жил и работал в Москве.
В 1950 году — окончил Московскую среднюю художественную школу, в 1956 году — окончил Московский архитектурный институт.
С 1955 года — работал в московских издательствах: «Детская литература», «Малыш», «Советская Россия», «Молодая гвардия», «Гослитиздат», а также в киевском издательстве «Детвидав», кишиневском — «Лумина», в Пермском книжном издательстве.
В 2001 году — избран членом-корреспондентом Российской академии художеств.
Евгений Григорьевич Монин умер 25 сентября 2002 года в Москве.

## Творческая деятельность
Работал над оформлением и иллюстрированием книг: «Паук Анан-зе» (сборник легенд Африки, 1958), «Скатерть-самобранка» (русские сказки, 1970), «Чего на свете не бывает» (русские сказки, 1973), «Сказки» братьев Гримм (1976), «Письмо всем детям» Юлиана Тувима (1979), «В моих краях» (итальянские народные сказки, 1981), «Славен град Москва» Н. П. Кончаловской (1983), «Сказки» О. Туманяна (1987), «Храбрецы» С. Я. Маршака (английские народные песни, 1988), «Пять добрых друзей» (сказки народов мира, 1989), «Разноцветные дома» Я. Акима (1989), «Джек-победитель великанов» (английские народные сказки, 1991).
Оформлял выставки: «Советская молодежь» к V Всемирному фестивалю молодёжи и студентов в Варшаве (1955), зал Советского павильона на Всемирной выставке в Брюсселе (1957-58).

## Награды
- Народный художник Российской Федерации (1998)[1]
- Заслуженный художник РСФСР (1980)
- Диплом и личное послание губернатора г. Токио за участие в выставке русского искусства в Японии (1967)
- дипломы Международной квадриеннале малых графических форм в г. Банска-Бистрица (1974, 1977, 1985)
- специальный диплом «За выдающиеся достижения в иллюстрировании книг» (1982)
- Почётная грамота Президиума Верховного Совета Литовской ССР (1984)
- Серебряная медаль АХ (1991)